# Bushi jezik
Bushi jezik (antalaotra, kibuki, kibushi, sakalava, shibushi, shibushi shimaore; ISO 639-3: buc), austronezijski jezik malagaške podskupine, kojim govori oko 39 000 ljudi (2001) na otocima Mayotte. Govore se barem dva dijalekta: kibushi-kimaore i kiantalaotse.
Pismo: latinica.

## Vanjske poveznice
- Ethnologue (14th)
- Ethnologue (15th)